# Вальтер Геріке
Вальтер Геріке (нім. Walter Gericke; нар. 23 грудня 1907, Білдерлаге (Бад-Гандерсгайм) — пом. 19 жовтня 1991, Альсфельд, Гессен) — німецький офіцер, оберст повітрянодесантних військ Німеччини в роки Другої світової війни 1939–1945. Відзначився у битвах на Криті та при Анціо в Італії, за що був удостоєний звання кавалера Лицарського хреста Залізного хреста з дубовим листям. У післявоєнний час генерал-майор Бундесверу, командир 1-ї повітрянодесантної дивізії Німеччини. Автор творів про стрибки з парашутом.

## Біографія
Вальтер Геріке народився 23 грудня 1907 року у невеличкому містечку Білдерлаге (присілок Бад-Гандерсгайм) у прусській провінції Ганновер.
Військова кар'єра
- 3 квітня 1929 — поліцейський-патрульний
- ? — лейтенант поліції
- 31 серпня 1935 — оберлейтенант поліції

- 31 серпня 1935 — оберлейтенант
- ? 1938 — гауптман
- 1 січня 1942 — майор
- 1 липня 1944 — оберстлейтенант
- березень 1945 — оберст

- квітень 1956 — оберст
- 12 вересня 1961 — бригадний генерал
- 25 вересня 1963 — генерал-майор

3 квітня 1929 В.Геріке поступив на службу до поліції порядку Веймарської республіки, а з 1933 року перевівся до регулярної поліції. 31 серпня 1935 отримав звання обер-лейтенанта поліції, й вже через місяць у зв'язку зі створенням спеціального підрозділу ВПС з колишніх офіцерів поліції під проводом Г.Герінга, перевівся до цій частини. Згодом він став командиром роти у парашутному батальйоні полку «Генерал Герінг».
На початок Другої світової війни гауптман В.Геріке був командиром 4-ї роти 1-го парашутно-десантного полку 7-ї повітряної дивізії. У бойових діях молодий офіцер вперше взяв участь під час проведення операції «Везерюбунг» — вторгнення німецького Вермахту до Данії та Норвегії. 9 квітня 1940 його парашутна рота десантувалася поблизу мосту Шторштромс між данськими островами Фальстер і Зеландія, який після швидкоплинного бою опанувала.
За особливі успіхи і відвагу В.Геріке був нагороджений Залізним хрестом II. класу.
10 травня 1940 року, у перший день кампанії на Заході, рота гауптмана В.Геріке десантувалася парашутним способом поблизу автодорожнього моста в Дордрехті. За проявлену мужність і сміливість офіцер отримав Залізний хрест першого класу.
20 травня 1941 командир IV. батальйону окремого десантно-штурмового полку генерал-майора Майнделя гауптман В.Геріке десантувався на грецький острів Крит поблизу Малеме. Основним завданням його батальйону було захоплення й утримання аеродрому в Малеме й численних доріг, мостів і позицій зенітної артилерії, розташованої на околицях місцевої столиці — міста Ханья. За мужність й яскраві лідерські якості офіцер був удостоєний вищої нагороди — Лицарського хреста Залізного хреста.
Взимку 1941–1942 військова частина, де служив командиром батальйону В.Геріке була передислокована на Східний фронт. Брав участь у боях на Міусі та на Волхові. Згодом переведений на захід, його призначили командиром навчального батальйону у Франції.
У вересні 1943 року, після капітуляції Італії, майор В.Геріке командував II. батальйоном 6-го парашутно-десантного полку, що скоїв напад на штаб-квартиру італійської армії в Палаццо Орсіні в Монтеротондо й заарештував італійське військове керівництво. 12 грудня 1943 за це він був нагороджений Німецьким хрестом у золоті.
У жовтні 1943 року продовжував командування своїм батальйоном у складі новоутвореного 11-го парашутно-десантного полку і вів активні бойові дії проти союзного десанту на початку 1944 року в битві при Анціо. 17 вересня 1944 оберст-лейтенант В.Геріке за особливі заслуги у битві при Анціо був удостоєний дубового листя до Лицарського Хреста.
Потім він служив керівником школи підготовки I.-го парашутного корпусу в Італії. Наприкінці війни одночасно командував зновствореними 11-ю та 21-ю парашутними дивізіями Люфтваффе, що билися в Нідерландах та на півночі Німеччини.
Після капітуляції 8 травня 1945 року перебував у британському полоні, звідки був звільнений 9 листопада 1946 року.
Після війни працював на текстильній фабриці, й серед іншого був головою кооперативу благодійного та житлового-господарчого будівництва у Альсфельді. У 1952 році він був обраний до міської ради.
Восени 1956 року Вальтер Геріке повернувся на військову службу і був прийнятий у званні оберста до складу Бундесверу. Під його керівництвом в Альтенштадті (Верхня Баварія) була організована школа підготовки повітряно-десантних та аеромобільних підрозділів німецької армії.
12 вересня 1961 року йому присвоєне звання бригадного генерала, 1 жовтня 1962 року він замінив генерал-майора Ганса Кроха (також учасник висадки на Крит) на посаді командира 1-ї повітряно-десантної дивізії Бундесверу. 25 вересня 1963 року Геріке був підвищений до генерал-майора.

## Нагороди
- Медаль «За вислугу років у Вермахті» 4-го і 3-го класу (12 років)
- Медаль «У пам'ять 1 жовтня 1938 року»
- Знак парашутиста Німеччини
- Залізний хрест
  - 2-го класу (10 квітня 1940)
  - 1-го класу (12 травня 1940)
- Лицарський хрест Залізного хреста з дубовим листям
  - лицарський хрест (14 червня 1941)
  - дубове листя (№585; 17 вересня 1944)
- Нарукавна стрічка «Крит»
- Медаль «За зимову кампанію на Сході 1941/42»
- Нагрудний знак люфтваффе «За наземний бій»
- Німецький хрест в золоті (12 грудня 1943)
- Відзначений у Вермахтберіхт (10 червня 1944)
- Значок парашутиста США
- Орден «За заслуги перед Федеративною Республікою Німеччина», командорський хрест (25 березня 1965) — вручений Генріхом Любке за значний внесок у створення та розбудову Бундесверу.